# Хоумстейджинг услуги
Главната цел на Хоумстейджинг услугите е да приведе имота във вид за продажба. Специалистите в Хоумстейджинг услугите, привеждат имота във вид, който привлича максимален брой купувачи и също така има за цел да повиши крайната продажна цена. Техниките в стейджинга, се фокусират върху това как имота изглежда, като му придават по-уютен вид и го превръщат в атрактивен продукт, който всеки може да пожелае. Стейджинг специалистите, обикновено използват картини, аксесоари, осветление, озеленяване и прочее, за да преобразят апартамента, къщата или вилата, с цел по-добро първо впечатление у купувача/наемателя.
Някой Хоумстейджинг фирми, предлагат оптимизиране на пространството в дома на клиента. Разместване на мебелировката, добавяне на осветление, аксесоари и прочее, са само част от техниките, използвани от специалистите.

## История

### Швеция
В Швеция, професионалния хоумстейджинг, познат още като хоумстайлинг навлиза след 2000 година. Професионалистите в тази област, предлагат услугите си с 10% по-висока цена от фирмите, които почистват жилищата.

### Обединено Кралство
В Англия, хоумстейджинга, понякога е представен като имотно представяне или стилизиране на имота. Техниките са показани в телевизионното шоу на стилиста на домове Ан Маурис – House Doctor.

### САЩ
Проучване в САЩ показва, че хоумстейджинга може да намали времето, в което имота е на пазара на половина. Преобразен имот от хоумстейджинг фирма, може да привлече от 6% до 20% повече интерес, от колкото имот, които е празен или неправилно подреден.

## Телевизионни предавания
1. House Doctor
2. Flipping out
3. Sell this House
4. The Stagers

Връзки:
1. „Home staging key to selling“
2. „Staged Homes Sell Faster for Higher Prices“